# KSV Hessen Kassel
KSV Hessen Kassel, właśc. Kasseler Sport-Verein Hessen e. V. – niemiecki klub piłkarski z siedzibą w Kassel.

## Historia
Kasseler Sport-Verein Hessen został założony w 1925 jako C Union 1893 Cassel. W 1895 klub połączył się z FC Hassia Kassel tworząc Casseler FV 1895. W 1904 klub po raz kolejny połączył się, tym razem z Casseler FV 1897 tworząc Casseler FV. W 1919 klub dokonał fuzji z VfK Cassel tworząc SV Kurhessen Cassel. W 1926 klub zmienił nazwę na SV Kurhessen Kassel. W 1943 klub dokonał czwartej w swojej historii fuzji, tym razem z CSC 03 Kassel tworząc KSG Kurhessen/03 Kassel, który w 1945 został rozwiązany.
W tym samym roku powołano nowy klub – SG Kassel-Süd, który był spadkobiercą zlikwidowanego klubu. W 1946 klub zmienił nazwę na VfL Hessen Kassel, a rok później połączył się z TuRa Kassel tworząc KSV Hessen Kassel. Hessen przez wiele lat występował na poziomie regionalnym. W 1980 klub po raz pierwszy awansował do 2. Bundesligi. W 2. Bundeslidze Hessen występował przez kolejne 7 lat. Po spadku do Regionalligi w 1987, klub już rok później powrócił do 2. Bundesligi. Ostatecznie 2. Bundesligę Hessen opuścił w 1991.
W 1993 sekcja piłkarska odłączyła się od klubu i przyjęła nazwę FC Hessen Kassel. W 1998 klub wobec problemów finansowych ogłosił bankructwo. Na jego miejsce powołano nowy klub pod starą nazwą KSV Hessen Kassel, który wystartował w lidze lokalnej – Kreisliga Hessen A (VIII liga). W 2002 Hessen awansował do Oberligi (IV liga), a w 2006 do Regionalligi (III). W wyniku reformy systemu ligowego i przegraniu barażu w 2008 Hessen pozostał w Regionallidze, która została czwartą klasą rozgrywkową.

## Sukcesy
- 10 sezonów w 2. Bundeslidze: 1980-1987, 1988-1991.

## Nazwy klubu
- FC Union 1893 Cassel (1893–1895)
- Casseler FV 1895 (1895–1904)
- Casseler FV (1904–1919)
- SV Kurhessen Cassel (1919–1926)
- SV Kurhessen Kassel (1926-1943)
- KSG Kurhessen/03 Kassel (1943–1945)
- SG Kassel-Süd (1945–1946)
- VfL Hessen Kassel (1946-1947)
- KSV Hessen Kassel (1947-1993)
- FC Hessen Kassel (1993-1998)

## Reprezentanci kraju grający w klubie
| - Klaus Zaczyk - Uwe Zötzsche - Dariusz Marciniak - Jerzy Wijas | - Igoris Pankratjevas - Rudi Istenič - Ömer Erdoğan |

## Trenerzy klubu
- Friedhelm Konietzka (1982-1983)